# اسکای‌نت (نابودگر)
اسکای‌نت (به انگلیسی: Skynet) به معنی شبکه آسمان، یک سیستم خودآگاه هوش مصنوعی تخیلی است که در فرانشیز نابودگر، آنتاگونیست اصلی و یکی از محورهای این فرانشیز است. عملیات‌های اسکای‌نت معمولاً توسط ماشین‌های جنگی، سایبورگها (ربات انسان‌نما) که در این فرانشیز نابودگر (به انگلیسی: Terminator) نامیده شده‌اند و سیستم‌های رایانه‌ای دیگر با هدف نابودی نسل بشر انجام می‌شود.
در طول این سری فیلم، اسکای نت نابودگر‌ها را از آینده به گذشته می‌فرستد تا سارا کانر یا جان کانر را بکشند و با این کار پیروزی اسکای نت تضمین شود.
در فیلم نابودگر: جنسیس با توجه به اتفاقات فیلم، اسکای نت با تأخیر و با نام جنسیس باز هم توسط مایلز دایسون به‌وجود می‌آید.
در فیلم نابودگر: سرنوشت تاریک با توجه به اتفاقات نابودگر ۲: روز داوری، اسکای نت نابود شده و به‌وجود نمی‌آید اما لِژیون جایگزین آن می‌شود. اینبار دنیلا راموس کسی است که رهبری نیروی مقاومت انسان‌ها را به عهده می‌گیرد و لژیون سعی می‌کند همانند اسکای نت با فرستادن نابودگر از آینده دنی راموس را بکشد.

## خاستگاه و ماهیت
اسکای‌نت یک سیستم رایانه‌ای بود که برای ارتش ایالات متحده توسط شرکت دفاع سایبرداین سیستمز (به انگلیسی: Cyberdyne Systems) توسعه داده شده بود. اسکای‌نت در ابتدا به عنوان «شبکه جهانی دفاع دیجیتال» ساخته شده بود و دستورها را به تمام سخت‌افزارهای نظامی کامپیوتری شده و سیستم‌ها از جمله ناوگان بی-۲ اسپیریت و کل زرادخانه سلاح‌های هسته‌ای آمریکا می‌داد. استراتژی پشت ایجاد اسکای‌نت، برداشتن خطاهای احتمالی انسان و زمان واکنش کند، برای تضمین پاسخ کارآمد و سریع به حملهٔ دشمن بود.